# Totalement jumelles
Totalement jumelles (So Little Time) est une série télévisée américaine en 26 épisodes de 25 minutes, créée par Eric Cohen et Tonya Hurley, et diffusée entre le 2 juin 2001 et le 4 mai 2002 sur Fox Family pour les premiers épisodes, puis sur ABC Family.
En France, la série a été diffusée à partir de septembre 2001 sur France 2 puis sur Canal J et rediffusée sur Gulli, et au Québec à partir du 4 janvier 2002 sur VRAK.TV.

## Distribution

### Acteurs principaux
- Mary-Kate Olsen (VF : Dorothée Pousséo ; VQ : Bianca Gervais) : Riley Carlson
- Ashley Olsen (VF : Dorothée Pousséo ; VQ : Bianca Gervais) : Chloe Carlson
- Taylor Negron (VF : Marc François ; VQ : Jacques Lavallée) : Manuelo Del Valle
- Jesse Head (nl) (VF : Hervé Grull ; VQ : Benoit Éthier) : Larry Slotnick
- Clare Carey (VF : Naïke Fauveau ; VQ : Natalie Hamel-Roy) : Macy Carlson
- Eric Lutes (en) (VF : Marc Bretonnière ; VQ : Daniel Picard) : Jake Carlson

### Acteurs récurrents
- Natashia Williams (en) (VF : Nathalie Bienaimé ; VQ : Sophie Faucher / Isabelle Miquelon) : Teddi (18 épisodes)
- Amy Davidson (VF : Edwige Lemoine ; VQ : Nadia Paradis) : Cammie Morton (8 épisodes)
- Ben Easter (VF : Stéphane Ambrogi ; VQ : Renaud Paradis) : Lennon Kincaid (7 épisodes)
- Wendy Worthington (VQ : Carole Chatel) : Ellen Westmore (7 épisodes)

 Source et légende : version française (VF) sur RS Doublage
 Source et légende : version québécoise (VQ) sur Doublage.qc.ca

## Épisodes
1. Comment dresser un homme (A Dog Day Afternoon)
2. À la recherche d'une âme-sœur (Siblings in the City)
3. La Couleur de l'argent (The Color of Money)
4. Ils craquent tous pour Riley (There's Something About Riley)
5. La Fête au lycée (Girls Just Wanna Have Fun)
6. Message reçu (You've Got Mail)
7. Manuelo [1/2] (Manuelo in the Middle [1/2])
8. Manuelo [2/2] (Manuelo in the Middle [2/2])
9. Mensonges et vérité (True Lies)
10. Teddi en a assez (Teddi's Burnout)
11. Célibataires en quête d’amour (Lovers and Others Slotnicks alias Teacher's Pet)
12. Anniversaire de mariage (Rules of Engagement)
13. Épidémie de grippe (Outbreak)
14. Une élève modèle (The Breakfast Club)
15. Le Nouveau (The New Guy)
16. Le Massage (The Massage)
17. Riley et Chloe amoureuses (Riley's New Guy)
18. Le fauteuil roulant (The Wheelchair)
19. Les Petits Boulots (The Job)
20. La roue tourne… ou pas (The Flat Tire alias Riding in Cars with Boys)
21. Le Bénévolat (The Volunteer)
22. Le Ballon météo (Trading Places)
23. La Guerre des groupes (Larrypalooza)
24. Plus de télé ! (Look Who's Talking)
25. En attendant Gibson (Almost Famous alias Waiting for Gibson)
26. Nos 16 ans (Sweet 16 alias Birthday Girl)

## Produits dérivés

### DVD
- Totalement jumelles : L'intégrale (25 octobre 2006) (ASIN B000I2IYVC)